# Aloe pulcherrima
Aloe pulcherrima é uma espécie de liliopsida do gênero Aloe, pertencente à família Asphodelaceae.